# エーベルハルト・ツォルン
エーベルハルト・ツォルン (ドイツ語: Eberhard Zorn、1960年2月19日 - ) は、ザールラント州ザールブリュッケン 出身のドイツ陸軍の軍人。階級は大将。第16代連邦軍総監(2018年 - 2023年）。

## 経歴

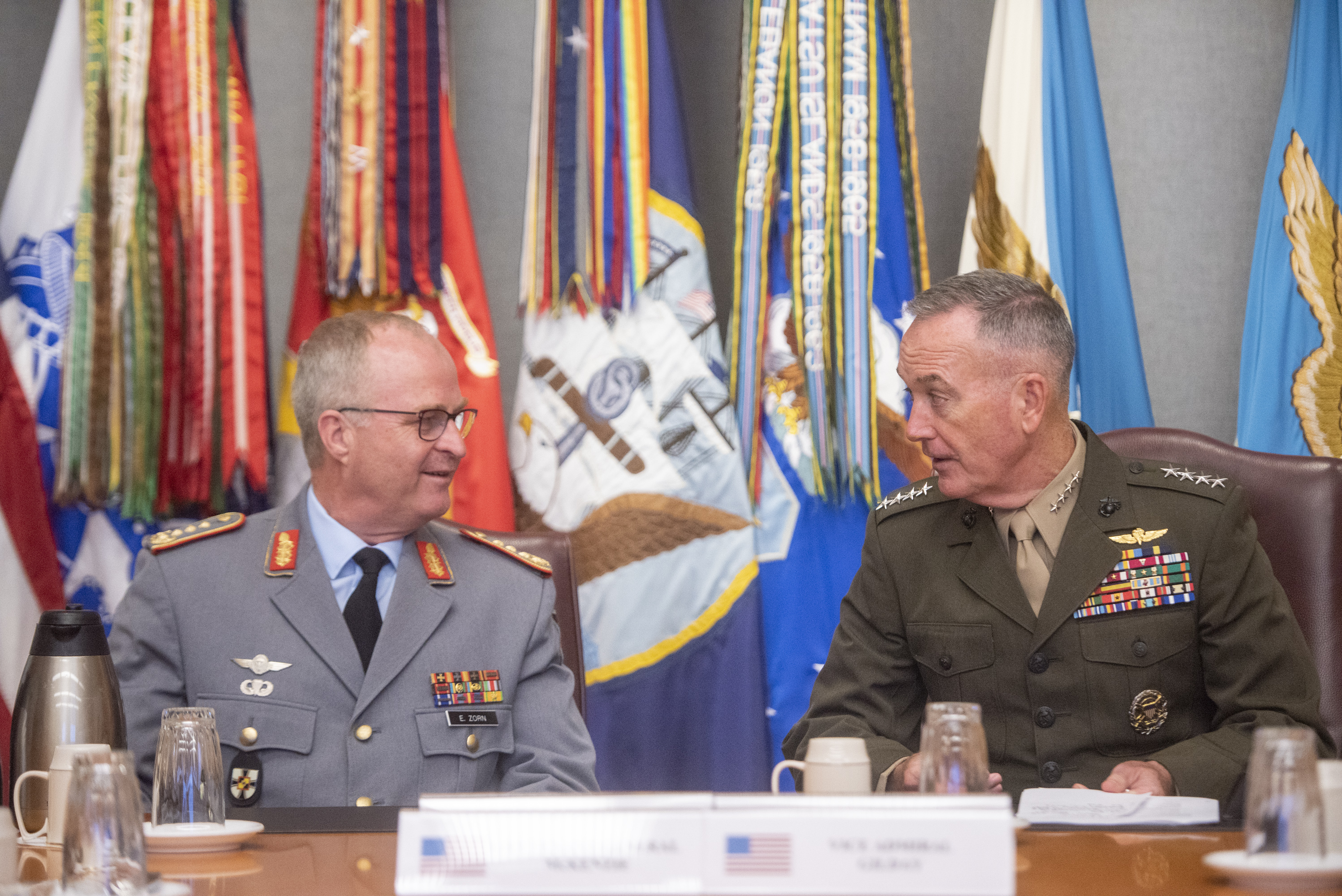
ペンタゴンにおいてジョセフ・ダンフォード大将と会談するエーベルハルト・ツォルン大将。

1960年2月19日に、西ドイツのザールブリュッケンで生まれ、1978年に陸軍に入隊し、イダー＝オーバーシュタインの砲兵学校で、砲兵将校としての訓練を受けた。1979年から1983年まで、ミュンヘン連邦軍大学で砲兵将校としての訓練の他に、経済学と組織学を受講し、修了している。
1983年に中尉に昇進し、1987年までプフレンドルフの第103観測大隊の小隊長及び情報将校 (S-2) を務め、1987年から1990年まで第123観測大隊第3中隊の中隊長を務める。1990年に大尉に昇進すると、1991年までタウバービショフスハイムの第12砲兵連隊司令部の火器管制・作戦・訓練将校 (S-3) を務めた。
1991年から1993年までハンブルクのドイツ連邦軍参謀本部参謀大学の第34期参謀課程に参加し、1993年から1995年にかけてフランスのパリにおいて、フランス参謀将校課程 (CSEM/CID) に参加している。

## 昇級年月日
| 階級章 | 階級 | 年月日     |
| ------ | ---- | ---------- |
|        | 大将 | 2018年4月  |
|        | 中将 | 2015年10月 |
|        | 少将 | 2014年6月  |
|        | 准将 | 2010年1月  |
|        | 大佐 | 2005年     |
|        | 中佐 | 1999年     |
|        | 少佐 | 1993年     |
|        | 大尉 | 1987年     |
|        | 中尉 | 1983年     |

## 栄典等
- – ドイツ連邦軍名誉勲章金十字章
- – ドイツ連邦軍名誉勲章銀十字章
- – ドイツ連邦軍名誉勲章銅十字章
- – ドイツ軍配備勲章、(IFOR)
- – ドイツ軍配備勲章、(SFOR)
- – ドイツスポーツ徽章
- – ドイツ水泳救助徽章
- – 国連メダル、 (国際連合保護軍)
- – 旧ユーゴスラビアNATOメダル
- – レジオンドヌール勲章将校
- – 国防勲章、フランス「ヨーロッパ軍団」
- – 国防勲章、フランス「砲兵」
- – ルクセンブルク大公国功労勲章司令官
- – オレンジ=ナッソー勲章司令官
- – 四日間十字章、 (オランダ)
- パラシュート徽章、 (アメリカ)
- ドイツ銀パラシュート徽章